# Peribea (figlia di Eurimedonte)
Peribea (in greco antico: Περίβοια?, Perívoia), è un personaggio della mitologia greca.

## Genealogia
Figlia di Eurimedonte ebbe da Poseidone il figlio Nausitoo.

## Mitologia
Omero, nell'Odissea, la definisce come "la più simpatica delle donne".